# Luis Rojas Zamora
Luis José Esteban Rojas Zamora, noto semplicemente come Luis Rojas (San Bernardo, 6 marzo 2002), è un calciatore cileno, centrocampista dell'Univ. de Concepción.

## Caratteristiche tecniche
È un centrocampista offensivo abile negli inserimenti in area avversaria.

## Carriera

### Club
Cresciuto nel settore giovanile dell'Universidad de Chile, debutta in prima squadra il 7 settembre 2019 in occasione dell'incontro di Copa Chile perso 3-1 contro il Cobresal.
Il 10 settembre 2020 viene ceduto a titolo definitivo al Crotone, con cui firma un contratto quadriennale; debutta il 19 dicembre seguente, rimpiazzando Simy a pochi minuti dal termine dell'incontro di Serie A perso 3-1 contro la Sampdoria.
Il 31 gennaio 2022, viene ceduto in prestito al Bologna. Con i rossoblu non esordisce mai in nessuna competizione, così fa il suo ritorno in estate ai calabresi, dove il 4 ottobre 2022, nel primo turno di Coppa Italia di Serie C, segna la sua prima rete in carriera con i pitagorici, nella partita contro l'ACR Messina, vinta poi ai calci di rigore.
Il 31 gennaio 2023, Rojas viene ceduto in prestito alla Pro Vercelli, sempre in Serie C.
L'8 gennaio 2025, passa in prestito fino alla fine dell'anno solare all'AS Trenčín, nella massima serie slovacca.
Il 2 luglio 2025, rescinde consensualmente il contratto con il Crotone.

### Nazionale
Rojas ha giocato nella nazionale cilena Under-17.

## Statistiche

### Presenze e reti nei club
Statistiche aggiornate al 4 giugno 2025.
| Stagione            | Squadra              | Campionato          | Campionato | Campionato | Coppe nazionali | Coppe nazionali | Coppe nazionali | Coppe continentali | Coppe continentali | Coppe continentali | Altre coppe | Altre coppe | Altre coppe | Totale | Totale | Totale |
| Stagione            | Squadra              | Comp                | Pres       | Reti       | Comp            | Pres            | Reti            | Comp               | Pres               | Reti               | Comp        | Pres        | Reti        | Pres   | Reti   |        |
| ------------------- | -------------------- | ------------------- | ---------- | ---------- | --------------- | --------------- | --------------- | ------------------ | ------------------ | ------------------ | ----------- | ----------- | ----------- | ------ | ------ | ------ |
| 2020                | Universidad de Chile | PD                  | 3          | 0          | CC              | 2               | 0               | CL                 | 0                  | 0                  |             | -           | -           | 5      | 0      |        |
| 2020-2021           | Crotone              | A                   | 7          | 0          | CI              | 0               | 0               | -                  | -                  | -                  | -           | -           | -           | 7      | 0      |        |
| 2021-gen. 2022      | Crotone              | B                   | 1          | 0          | CI              | 1               | 0               | -                  | -                  | -                  | -           | -           | -           | 2      | 0      |        |
| gen.-giu. 2022      | Bologna              | A                   | -          | -          | CI              | -               | -               | -                  | -                  | -                  | -           | -           | -           | -      | -      |        |
| 2022-gen. 2023      | Crotone              | C                   | 6          | 0          | CI-C            | 3               | 1               | -                  | -                  | -                  | -           | -           | -           | 9      | 1      |        |
| gen.-giu. 2023      | Pro Vercelli         | C                   | 13         | 1          | CI-C            | 0               | 0               | -                  | -                  | -                  | -           | -           | -           | 13     | 1      |        |
| 2023-gen. 2024      | Crotone              | C                   | 2          | 0          | CI+CI-C         | 1+2             | 0               | -                  | -                  | -                  | -           | -           | -           | 5      | 0      |        |
| gen.-giu. 2024      | Pro Vercelli         | C                   | 14+1       | 2          | CI-C            | 0               | 0               | -                  | -                  | -                  | -           | -           | -           | 15     | 2      |        |
| Totale Pro Vercelli | Totale Pro Vercelli  | Totale Pro Vercelli | 27+1       | 3          |                 | 0               | 0               |                    | -                  | -                  |             | -           | -           | 28     | 3      |        |
| 2024-gen. 2025      | Crotone              | C                   | 8          | 0          | CI-C            | 1               | 0               | -                  | -                  | -                  | -           | -           | -           | 9      | 0      |        |
| Totale Crotone      | Totale Crotone       | Totale Crotone      | 24         | 0          |                 | 8               | 1               |                    | -                  | -                  |             | -           | -           | 32     | 1      |        |
| gen.-giu. 2025      | AS Trenčín           | SL                  | 1          | 0          | CS              | 1               | 0               | -                  | -                  | -                  | -           | -           | -           | 2      | 0      |        |
| Totale carriera     | Totale carriera      | Totale carriera     | 55 + 1     | 3          |                 | 9               | 1               |                    | -                  | -                  |             | -           | -           | 65     | 4      |        |